# Караой (Павлодарская область)
Караой (каз. Қараой, до 199? г. — Кубань) — село в Актогайском районе Павлодарской области Казахстана. Входит в состав Кожамжарского сельского округа. Код КАТО — 553247400.

## Население
В 1999 году население села составляло 217 человек (100 мужчин и 117 женщин). По данным переписи 2009 года, в селе проживало 164 человека (81 мужчина и 83 женщины).